# Hazel Riley
Hazel Riley (* in Gateshead) ist eine britische Autorin.

## Leben
Hazel Riley studierte an der University of York englische Literatur. Danach zog sie nach London, wo sie an einem College wissenschaftliches Arbeiten und Lernmethoden für die Studienvorbereitung unterrichtet.
Zusammen mit Myrna Shoa schreibt sie für den Verlag Gatehouse Books Bücher für Leseanfänger. Die Reihe heißt From the Heart Series. Bekannt ist Hazel Riley vor allem für ihre beiden Romane. Ihr erster Roman, Thanis, erschien im Jahr 2000 bei der Oxford University Press. Er wurde 2001 für den Angus Book Award und den Branford Boase Award nominiert. Eine deutsche Übersetzung von Thanis erschien 2001 unter demselben Titel beim Altberliner Verlag in einer Übersetzung von Michaela Kolodsziejcok. 2002 erschien ihr zweiter Roman, The Crying, ebenfalls bei der Oxford University Press. Die deutsche Übersetzung erschien 2003 beim Baumhaus-Verlag unter dem Titel Das Geheimnis der Kammer. Für die deutsche Übersetzung sorgte ebenfalls Michaela Kolodsziejcok.

## Werke

### Romane
- Thanis. Oxford University Press, Oxford 2000, ISBN 978-0-19-271831-0.
  - Deutschsprachige Ausgabe: Thanis. Altberliner Verlag, Berlin 2001, ISBN 3-357-00938-2.
- The Crying. Oxford University Press, Oxford 2002, ISBN 978-0-19-271915-7.
  - Deutschsprachige Ausgabe: Das Geheimnis der Kammer. Baumhaus Verlag, Frankfurt am Main 2003, ISBN 978-3-357-00513-3.